# 清标彤管坊
清标彤管坊是一座清代贞节石牌坊，位于中国江西省樟树市东南16公里的店下镇堆上村北侧。江西省文物保护单位。
清标彤管坊是清朝咸丰四年（1854年）监生黄时衡奉圣旨为其母，儒生黄士熟之妻李氏所立的节孝坊，高8.3米、宽8米，四柱三间式，仿木结构，麻石砌筑。南面刻有“圣旨”、“清标彤管”、“咸丰四年甲寅季冬吉立”、“族表节孝儒生黄士熟之妻李氏”、“雁志守深闺孤诣苦心堪微讲德”、“龙恩颁下里清风亮节永著贞珉”、“地接松山培本性”、“晴 阁岭 真操”等字样；北面刻有“恩荣”、“天中月心”、“族表节孝监生黄时衡之母李氏”、“一片冰清坚贞久耐风霜烈”、“千秋石立远近传闻姓字香”、“井水无澜清澈底”、“松林耐冷节弥坚”等字样。这是一座在江西省罕见的保存完好的石牌坊，雕刻精美。2000年7日25日，江西省人民政府公布“清标彤管坊”为第四批省级文物保护单位。